# حصار (کرج)
حصار یکی از محله‌های قدیمی کرج در کنار رودخانه کرج می‌باشد.
این محله پوشیده از درختان زیادی می‌باشد که بیشترین آن درخت چنار است،از این رو بخشی از قسمت انتهای مسیر خیابان دوم را به دلیل پوشش انبوه این درخت به چنارستان(چنارستون)شهرت پیدا کرده،از منطقه حصار به دلیل شرایط آب و هوایی و وجود طبیعت بکر(رودخانه و کوه)به عنوان تفرج گاه  در فصل‌های گرم سال پذیرایی مردم استان البرز و مسافران عبوری از دیگر شهرها و استان‌های کشور می‌باشد.
درختان سر به فلک کشیده چنار(چنارستون) در کنار درختان توت(توت درختک) و بید در باغ‌های حصار کافه‌های سنتی، آب و هوای دلپذیر و خنک و همچنین پارک کنار رودخانه این محله را به محله های خوب کرج تبدیل کرده است. 
اولین باغ وحش سافاری کشور در پارک طبیعت در این منطقه احداث شده است.به این دلیل که این منطقه از نظر جغرافیایی به واسطه رشته کوه البرز و رودخانه کرج محصور گشته، از این رو این منطقه حصار نام گرفته، بنیانگذار جمهوری اسلامی روح الله خمینی به مدت ۶ماه در خیابان اول حصار سکونت داشته و از منطقه دره وسیه(دشته) که از دیرباز محل پیاده روی طبیعت دوستان بوده به عنوان محلی برای قدم زدن و تفکر  استفاده میکرده.